# 活断層法
活断層法（かつだんそうほう）は、1972年12月に制定されたアメリカ合衆国カリフォルニア州の法律であり、活断層沿いの土地利用を規制する州法である。「アルキスト・ プリオロ特別調査地帯法（英: Alquist-Priolo Special Studies Zones Act）」(Hart and Bryant、1997) とも呼ばれる。

## 概要
1971年2月9日にサンアンドレアス断層の活動により発生したサンフェルナンド地震では、地表断層の真上の地域では8割もの建物が倒壊し大被害が生じた一方、断層からある程度の距離があった地域では建物被害が3割未満であったことから、断層上は非常に危険であることが改めて露呈した。
活断層法は、この地震を契機として1972年12月22日に制定され、1973年3月7日に施行されたものである。断層による災害に備えるため、活断層上および断層周辺に新たな建築物を設けることを規制する法律であるが、具体的には次のような規制が取られる。
1. 活断層の両側からそれぞれ約15m以内の建築は認められない。
2. 活断層から約150mの範囲内（活断層を含んだ幅300mの地帯）に建築するためには、地質調査により活断層がないことが確認されなければならない。
3. 活断層の位置が確認された場合は、活断層から約15m以内の建築は認められない。
4. 土地売買において、不動産業者は購入者に対して、建物や土地が活断層から幅300m以内にある場合はそれを知らせなければならない。

この法律に基づき、州地質官は活断層に沿って「特別調査地帯（Special Studies Zones）」 を設ける。

## 日本への導入問題
活断層が多く大地震の発生も非常に多い日本には、2012年までこのような活断層沿いの土地利用を規制する法令が存在せず、活断層に対して対策が遅れているという問題がある。例えば、災害時に避難施設になる「学校施設」の場合、日本には、活断層直上にある学校は全国で200校以上あり、活断層の周辺（200m以内）にある学校は合計で1000校ほどもあるといわれている。そのため、カリフォルニア州に倣った「活断層法」を日本にも導入し、対策を講じるべきだという主張もあるが、実現には至っていない。
日本の法令
- 2012年 徳島県 - 徳島県南海トラフ巨大地震等に係る震災に強い社会づくり条例N[9]